# Lumnos
Lumnos ist eine brasilianische Post-Black-Metal-Band.

## Geschichte
Das Projekt wurde im Februar 2015 von Breno Freire, der unter dem Pseudonym „Putrefactus“ agiert und der für alle Instrumente zuständig ist, in Brasilien gegründet. Es veröffentlichte noch im selben Jahr das Debütalbum Spiritual Chaos, das bei Depressive Illusions Records eine Neuauflage erlebte – so wie auch Among the Stars of Ressurection. Ein anderer wiederkehrender Partner insbesondere bei den Veröffentlichungen ab 2018 ist das italienische Musiklabel Flowing Downward, eine Tochter von Avantgarde Music.

## Stil
In bleeding-for-metal.de wird der Stil des Albums The Heliosphere Singularity (2018) als „Ambient und etwas Schwarzmetall“ bezeichnet und der Gesang sei „in typischer Schwarzmetallmanier“.

## Diskografie (Auswahl)
nur Alben, ohne Split-Veröffentlichungen
- 2015: Spiritual Chaos
- 2015: Coldspace Station
- 2016: Among the Stars of Ressurection
- 2016: Before the Light
- 2018: Ancient Shadows of Saturn
- 2018: The Heliosphere Singularity
- 2022: A Glimpse Through the Event Horizon